# Werdermannia pubescens
Werdermannia pubescens är en korsblommig växtart som först beskrevs av François Marius Barnéoud, och fick sitt nu gällande namn av Otto Eugen Schulz. Werdermannia pubescens ingår i släktet Werdermannia och familjen korsblommiga växter. Inga underarter finns listade i Catalogue of Life.